# Маунт Синај (Њујорк)
Маунт Синај (енгл. Mount Sinai) насељено је место без административног статуса у америчкој савезној држави Њујорк.

## Демографија
По попису из 2010. године број становника је 12.118, што је 3.384 (38,7%) становника више него 2000. године.
| Група             | 2000.         | 2010.          |
| Белци             | 8.059 (92,3%) | 10.620 (87,6%) |
| Афроамериканци    | 112 (1,3%)    | 180 (1,5%)     |
| Азијати           | 130 (1,5%)    | 487 (4,0%)     |
| Хиспаноамериканци | 364 (4,2%)    | 706 (5,8%)     |
| Укупно            | 8.734         | 12.118         |